# Марко Левко Семенович
Левко Семенович Марко (нар. 10 червня 1903, с. Вишатичі, Польща — 1976, м. Тернопіль, Україна) — український актор.

## Життєпис
Левко Семенович Марко народився 10 червня 1903 року в селі Вишатичах Перемишльського повіту, Польща.
Працював актором у західноукраїнських мандрівних трупах. У 1939—1948 — актор Тернопільського драматичного театру імені Івана Франка, у 1948—1964 — актор Тернопільського обласного музично-драматичного театру (нині академічний обласний драматичний театр).
Помер Левко Марко 1976 року в м. Тернополі, Україна.

## Ролі
- Микола Задорожний («Украдене щастя» І. Франка),
- Ходкевич («Наливайко» В. Грипича і В. Серпкова),
- дід Семен («Незабутнє» за О. Довженком),
- Цимбаліст-циган («У неділю рано зілля копала» за О. Кобилянською) та інші.